# Caria tabrenthia
Caria tabrenthia is een vlindersoort uit de familie van de prachtvlinders (Riodinidae), onderfamilie Riodininae.
Caria tabrenthia werd in 1902 beschreven door Schaus.